# Редутний провулок (Київ)
Реду́тний прову́лок — провулок у Печерському районі міста Києва, місцевість Звіринець. Пролягає від Старонаводницької вулиці до вулиці Добровольчих батальйонів (з'єднується сходами).
Прилучається Редутна вулиця.

## Історія
Провулок виник у 1950-ті роки під назвою 667-ма Нова вулиця. Сучасна назва — з 1953 року.